# Jintara Poonlarp
Jintara Poonlarp (taj. จินตหรา พูนลาภ ur. 6 marca 1969) – tajska piosenkarka gatunku luk thung i mor lam, jednak jej najbardziej znane piosenki znajdują się w stylistyce t-popu i są to „Mah Tum Mai” i „Fan Jah”, nagrane z Thongchai McIntyre. Jest również znana pod pseudonimem Jin.

## Życiorys
Urodziła się 6 marca 1969 roku w Prowincja Roi Et. Weszła do branży rozrywkowej w 1987 roku i wydała swój pierwszy album Took Lauk Oak Rong Riean.
W 2002 roku zaśpiewała w duecie z Thongchai McIntyre piosenkę „Fan Jah”, która stała się hitem.
W 2003 roku Tajskie Ministerstwo Kultury zaproponowało zakazanie jednej z jej piosenek „Tears of a Lieutenant's Wife” („Namta mia nairoi”) w państwowych mediach.
Ukończyła studia na Wydziale Nauk Humanistycznych i Społecznych Suan Sunandha Rajabhat University w 2007 r.
Jej popularność wróciła dzięki utworowi „Tao Ngoi”, trafiając na pierwsze miejsca tajskich listach przebojów w latach 2018-2019, teledysk do piosenki ma ponad 140 mln wyświetleń na YouTube.

## Dyskografia

### Album
- Took lauk auk rong rian (ถูกหลอกออกโรงเรียน)
- Wan puean kian jot mai (วานเพื่อนเขียนจดหมาย)
- Phalang Rak
- Sao Isan Plad Thin
- Rai oi khoi rak (ไร่อ้อยคอยรัก)
- Jao Bao Hai
- Songsan huajai (สงสารหัวใจ)
- Uaipon hai puean (อวยพรให้เพื่อน)
- Phoo Nee Cham
- Mor Lam Sa On 1 : Rak Salai Dok Fai Ban
- Mor lam sa on 5 : Tangmo Jintara
- Jintara Krob Krueang 1st-9th (จินตหราครบเครื่อง ชุด 1-9)

### Singel
- Tao Ngoi[11] (2018)
- Nam Ta Yoei Poak (2019)[12]